# Назарово (Бабаевский район)
Наза́рово — деревня в Бабаевском районе Вологодской области.
Входит в состав Борисовского сельского поселения (с 1 января 2006 года по 13 апреля 2009 года входила в Новостаринское сельское поселение), с точки зрения административно-территориального деления — в Новостаринский сельсовет.
Расстояние до районного центра Бабаево по автодороге — 74 км, до центра муниципального образования села Борисово-Судское по прямой — 9 км. Ближайшие населённые пункты — Аганино, Костеньково, Неверово, Никоново, Новая, Новая Старина, Стан.
По переписи 2002 года население — 2 человека.